# Erik Strand (företagsledare)
Stig Erik Strand, född 18 maj 1951, är en svensk företagsledare som är koncernchef, VD och tillförordnande affärsområdeschef för hälso- och sjukvård för Praktikertjänst Aktiebolag sedan 2016. Han är också styrelseordförande för AB Svenska Spel, Samhall Aktiebolag och för bland annat dotterbolaget Barnbördshuset Stockholm AB.
Han har tidigare varit koncernchef och VD för Poolia, vice koncernchef för SAS Group, VD för Memira Holding AB, generalsekreterare åt Riksidrottsförbundet och tillförordnad VD för just Praktikertjänst mellan den 10 maj och den 31 augusti 2014. Strand är också delgrundare och vart VD för Ticket Resebyrå (idag Ticket Travel Group).
Han avlade en idrottslärareutbildning vid Lillsveds Folkhögskola och utbildade sig senare till marknadsekonom vid INSEAD.